# Kopystyn (przystanek kolejowy)
Kopystyn, także Wantażnyj dwir (ukr. Копистин, Вантажний двір) – przystanek kolejowy w miejscowości Kopystyn, w rejonie chmielnickim, w obwodzie chmielnickim, na Ukrainie. Położony jest na linii Odessa – Lwów.